# تیلساند
تیلساند (به سوئدی: Tylösand) یک منطقهٔ مسکونی در سوئد است که در شهر هالمستاد واقع شده‌است.

## خصوصیات
تیلساند ۰٫۵۱ کیلومترمربع مساحت و ۳۹۹ نفر جمعیت دارد.

## نگارخانه

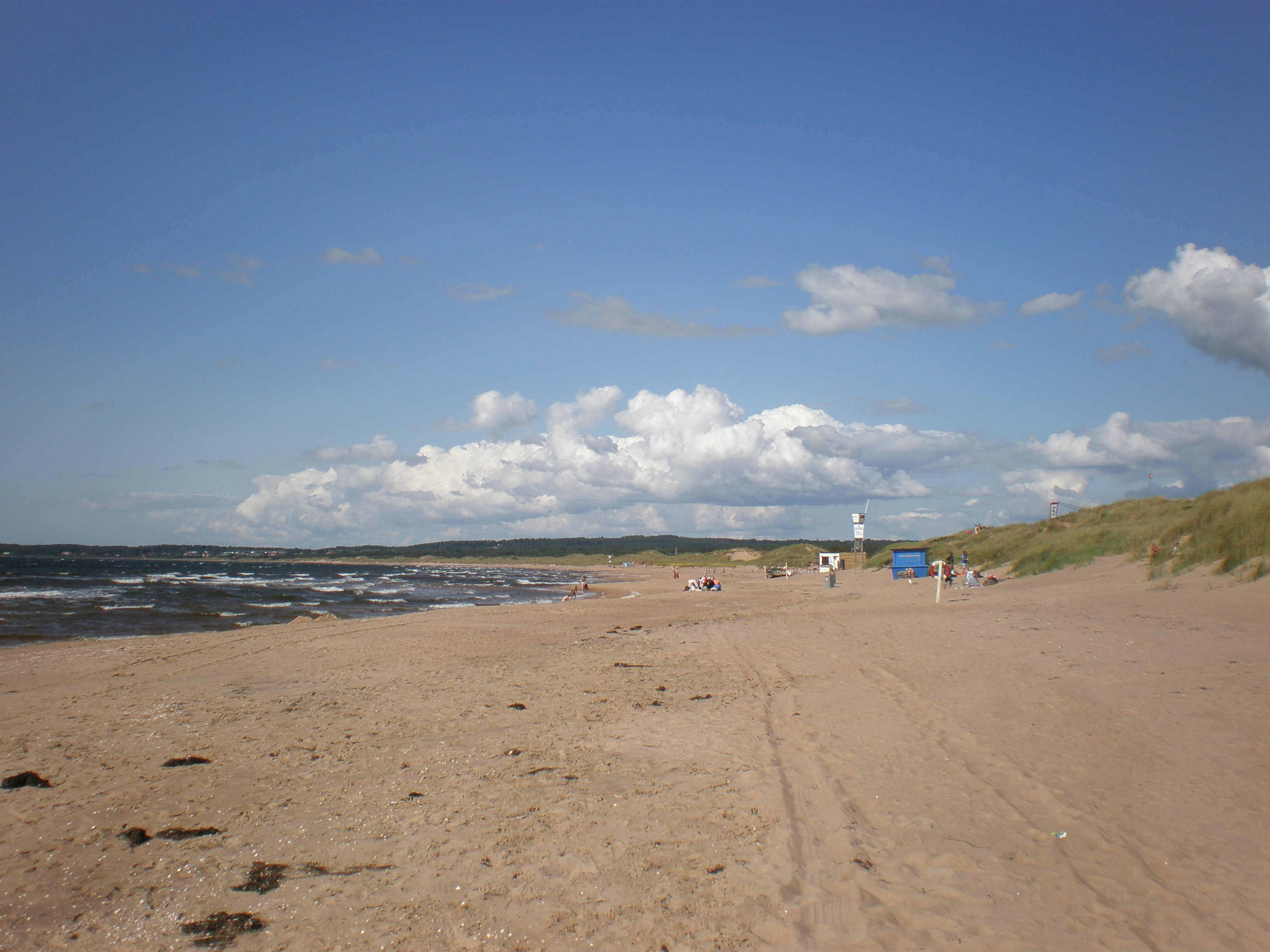
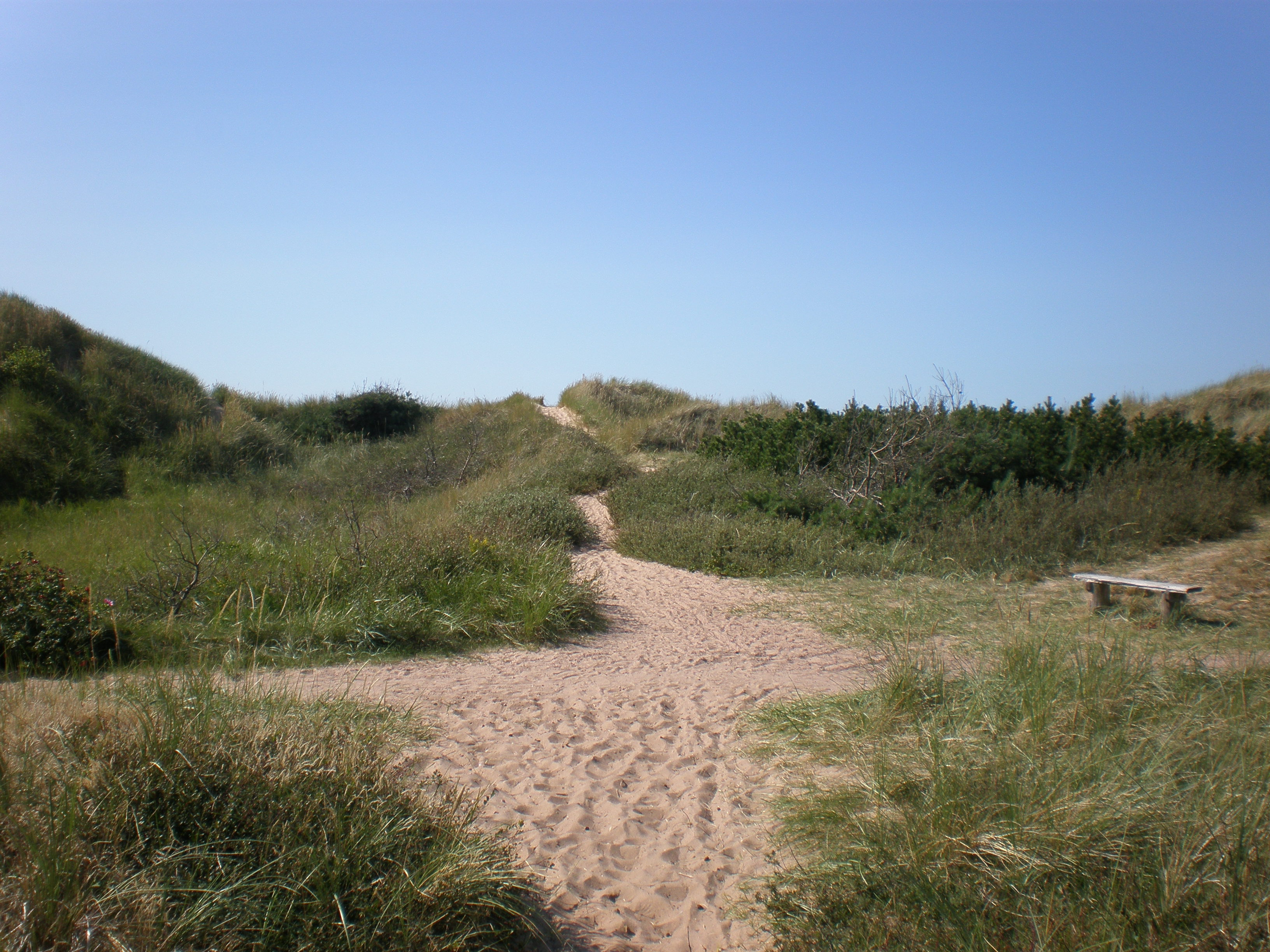
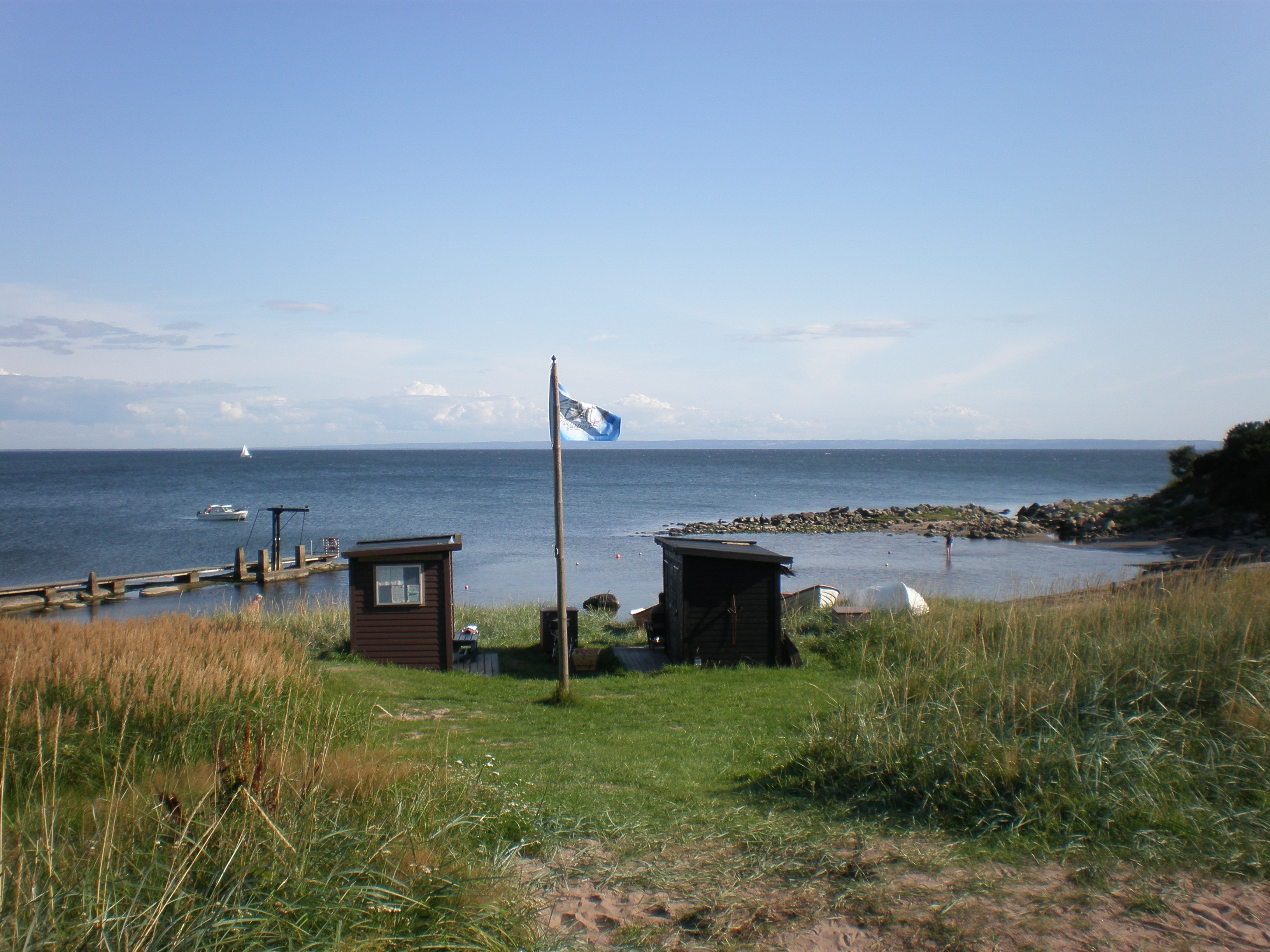
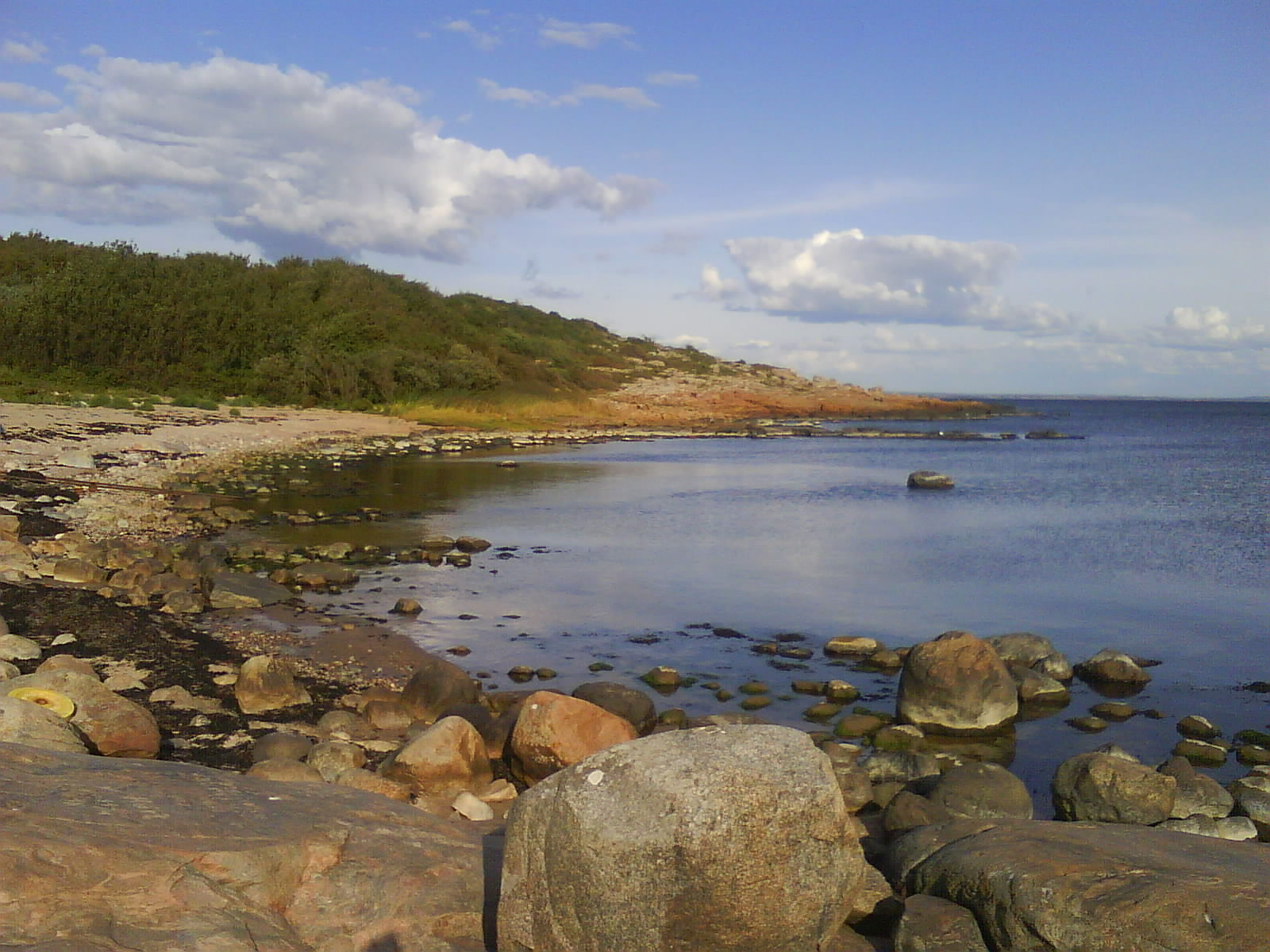